# 松原タニシの恐味津々
『松原タニシの恐味津々』（まつばらタニシのきょうみしんしん）は、MBSラジオで2021年4月5日（4日深夜）から放送されている対談番組である。

## 概要
パーソナリティーは、事故物件住みます芸人の松原タニシ。
2021年2月に別番組『北野誠の茶屋町怪談』のスピンオフとして『茶屋町怪談 松原タニシの恐味津々』を放送して、松原タニシが日本を代表するホラー作家をゲストに招いて恐怖をテーマにインタビューする対談番組を行った。
同年4月から毎週放送のレギュラー番組となり、ゲスト対象を各界で活躍する人物に広げて、恐怖をテーマにインタビューする対談番組が始まる。
放送終了後には、YouTubeとポッドキャストで放送時間内に入らずカットされた部分も含めて配信を行っている。

## 放送時間
- 茶屋町怪談 松原タニシの恐味津々：2021年2月7日 20:00 - 21:00[1]
- 松原タニシの恐味津々：2021年4月5日（4日深夜）より、毎週月曜日（日曜日深夜）1:40 - 2:10[5]→毎週月曜日（日曜日深夜）1:00 - 1:30[注 3]→毎週月曜日（日曜日深夜）0:00 - 0:30[注 4]

## 出演者
- 松原タニシ：パーソナリティー

ゲスト出演者

### 茶屋町怪談 松原タニシの恐味津々
- 鈴木光司
- 三津田信三
- 三木大雲
- 藤野可織

### 松原タニシの恐味津々
- 浜村淳
- 澤村伊智
- 清野とおる
- 岩井志麻子
- 中野信子
- 伊藤潤二
- 稲川淳二
- あやしい絵展（大阪歴史博物館 船越幹央）
- 特別展 ミイラ「永遠の命」を求めて（国立科学博物館 坂上和弘）
- 小中千昭
- 榊原良子
- 藤林温子
- 平山夢明
- 五味弘文
- 原昌和（the band apart）
- 黒木あるじ
- 小原猛（琉球奇譚・沖縄怪談）
- 高橋ヒロム
- 中田秀夫
- 大槻ケンヂ
- 関本和弘（H1法話グランプリ2021グランプリ）